# Nutzverwaltung
Die Nutzverwaltung (teilweise auch Verwaltungsgemeinschaft genannt) war bis 1953 der gesetzliche Güterstand des Bürgerlichen Gesetzbuchs. Juristisch wird sie als ehemännliche Verwaltung und Nutznießung am eingebrachten Gut der Frau charakterisiert. Sie war bereits vor Inkrafttreten des BGB vor allem in Norddeutschland für ca. 16 Mio. Bürger gültig.
Die Nutzverwaltung war eine Variante der Gütertrennung. Jeder Verlobte behielt das Vermögen, das er in die Ehe einbrachte. Jedem Ehegatten gebührte das Vermögen, welches er erwirtschaftete. Ein Vermögen der Eheleute zur gesamten Hand gab es in der Nutzverwaltung nicht. Prägend für die Nutzverwaltung war, dass das Vermögen der Ehefrau in zwei Sondervermögen zerfiel: das eingebrachte Gut und das Vorbehaltsgut. Am eingebrachten Gut erwarb der Mann ein Verwaltungs- und Nutzungsrecht. Er hatte im Gegenzug die Lasten des ehefräulichen Vermögens zu tragen, soweit es eingebrachtes Gut war, und den ehelichen Aufwand zu bestreiten.

## Die verschiedenen Vermögensmassen
Das Vermögen der Frau zerfiel in das eingebrachte Gut und das Vorbehaltsgut. Obwohl beide Sondervermögen der Frau ausschließlich zugeordnet waren, erwarb der Mann mit Eheschließung am eingebrachten Gut ein Verwaltungs- und Nutzungsrecht. Das Nutzungsrecht war als Nießbrauch am eingebrachten Gut ausgestaltet.
Vorbehaltsgut waren diejenigen Gegenstände aus dem Vermögen der Frau, die durch Ehevertrag für Vorbehaltsgut erklärt worden waren. Vorbehaltsgut war vor allem aber alles, was die Frau durch ihre Arbeit oder den selbständigen Betrieb eines Erwerbsgeschäfts erwarb, und die ausschließlich zum persönlichen Gebrauch der Frau bestimmten Sachen wie Kleider, Schmuck und Arbeitsgeräte. Dadurch unterschied sich die Nutzungsverwaltung erheblich von der Gütergemeinschaft, der Errungenschaftsgemeinschaft und der Fahrnisgemeinschaft, in welchen insbesondere der Dienstlohn dem Gesamtgut (das durch den Ehemann verwaltet wurde) zufällt. Vorbehaltsgut war auch dasjenige, was der Frau von Todes wegen oder unter Lebenden von einem Dritten unentgeltlich zugewendet wurde, wenn der Erblasser durch letztwillige Verfügung oder der Dritte bei der Zuwendung bestimmt hatte, dass der Erwerb Vorbehaltsgut sein solle. Was die Frau als Ersatz für die Zerstörung, Beschädigung oder Entziehung eines zu dem Vorbehaltsgut gehörenden Gegenstandes (→Surrogat) auf Grund eines zu ihrem Vorbehaltsgut gehörenden Rechts (v. a. Sach- und Rechtsfrüchte) oder durch eine Rechtsgeschäft erwarb, das sich auf das Vorbehaltsgut bezog, fiel ebenfalls ihrem Vorbehaltsgut an.
Eingebrachtes Gut war dasjenige Vermögen der Frau, das nicht Vorbehaltsgut war.

## Verwaltung durch den Mann
Das eingebrachte Gut der Frau wurde der Verwaltung des Mannes unterworfen. Das änderte nichts an der Rechts- und Geschäftsfähigkeit der Frau. Er hatte das eingebrachte Gut ordnungsgemäß zu verwalten und der Frau auf Verlangen über den Stand der Verwaltung Auskunft zu erteilen. In Ansehung der zum eingebrachten Gute gehörenden Gegenstände stand dem Mann ein Recht zum Besitz zu.
Das Verwaltungsrecht der Nutzverwaltung ging entscheidend weniger weit, als das Verwaltungsrecht der verschiedenen Arten der Gütergemeinschaft ging. Dem Mann stand für sein Verwaltungsrecht am eingebrachten Gut kein Verfügungsrecht über die Gegenstände des eingebrachten Gutes zu. Nur in einigen gesetzlich vorgesehenen Fällen bestand eine Verfügungsmacht. Um einer Aushöhlung des Verwaltungs- und Nutzungsrechts vorzubeugen, war es umgekehrt aber auch der Frau nicht möglich, ohne Zustimmung des Mannes über Gegenstände des eingebrachten Gutes zu verfügen. Allerdings gab es auch auf der Seite der Frau einige gesetzlich vorgesehene Ausnahmen, in denen die Frau nicht der Zustimmung des Mannes bedurfte.
Eine Prozessstandschaft, die für und gegen die Frau wirkte, hatte der Mann in Angelegenheiten des eingebrachten Gutes nur dann, wenn ihm ausnahmsweise die alleinige Verfügungsmacht zustand. Umgekehrt konnte auch die Frau nur Prozesse in Angelegenheiten des eingebrachten Gutes führen, wenn der Mann seine Zustimmung erteilt hatte.
Der Mann besaß auch in Ansehung des eingebrachten Gutes keine Vertretungsmacht für und gegen die Frau. Die Gläubiger der Frau konnten aber Berichtigung ihrer Ansprüche aus dem eingebrachten Gut nur verlangen, wenn der Mann dem Verpflichtungsgeschäft, welches die Frau abgeschlossen hatte, zugestimmt hatte.
Das Vorbehaltsgut (einschließlich Dienstlohn) wurde von der Frau selbständig verwaltet.

## Nutznießung und Lasten
Durch Eheschließung wurde das eingebrachte Gut der Frau mit einem Nutzungsrecht des Ehemanns belastet. Dieses war als Nießbrauch ausgestaltet. Der Mann hatte im Gegenzug die Lasten des eingebrachten Gutes zu tragen und Versicherungskosten für Gegenstände des eingebrachten Gutes zu leisten. Der Mann hatte aus seinem Vermögen wiederkehrende Geldleistungen (Darlehenszinsen, Unterhaltszahlungen) zu tilgen, zu denen die Frau verpflichtet war, wenn deren Berichtigung aus dem eingebrachten Gut verlangt werden konnte. Der Mann hatte auch Kosten für Prozesse, welche er oder die Frau in Angelegenheiten des eingebrachten Gutes führte, aus seinem Vermögen zu begleichen. Machte der Mann Aufwendungen auf das eingebrachte Gut der Frau, die er den Umständen nach für erforderlich halten durfte, konnte er Ersatz verlangen, sofern ihm die Aufwendungen nicht selbst zur Last fielen.
Mann und Frau hafteten für die Verpflichtungen der Frau als Gesamtschuldner.
Der Mann hatte über die Lastentragungspflicht hinaus den ehelichen Aufwand (z. B. Mietzinsen für einen gemeinsamen Hausstand) alleine zu bestreiten.

## Kritik
Wegen des Verwaltungs- und Nutzungsrechts des Ehemannes an dem eingebrachten Gut der Ehefrau verstieß die Nutzungsverwaltung gegen die später in Art. 3 GG normierte Gleichberechtigung von Mann und Frau. Dadurch, dass der Mann den Verfügungen der Frau über Gegenstände des eingebrachten Gutes zustimmen musste, sofern nicht der Mann oder Frau ausnahmsweise zur alleinigen Verfügung berechtigt waren, und auch Verpflichtungsgeschäfte, die aus dem eingebrachten Gut berichtigt werden sollten, der Zustimmung des Mannes bedurften, wurde das eingebrachte Gut wirtschaftlich gelähmt. Anders als bei den verschiedenen Arten der Gütergemeinschaft hatte hier der Verwalter eben keine umfassende Verfügungsbefugnis. Allerdings wirkte sich das Verwaltungs- und Nutzungsrecht in vielen Ehen, in denen beide Ehegatten arbeiteten und kaum Vermögen in die Ehe einbrachten (vor allem in „Proletarierehen“), kaum aus, weil das Geld, welches die Frau durch ihre Arbeit oder den selbständigen Betrieb eines Erwerbsgeschäfts erlangte, Vorbehaltsgut war, ebenso wie die Gegenstände, welche sie durch ihr Einkommen erwarb.
Kritisiert wurde auch, dass in „bürgerlichen“ Ehen, in denen die Frau in der Regel Aufgaben des häuslichen Wirkungskreises wahrnahm, kein Ausgleich des Zugewinns vorgesehen war. Die Beteiligung der Frau am Zugewinn konnte zwar über die Vereinbarung einer Gütergemeinschaft, Errungenschaftsgemeinschaft oder Fahrnisgemeinschaft erreicht werden. Weil bei diesen Güterständen der Mann aber Verwalter des Gesamtgutes war, wurde die selbständige wirtschaftliche Bewegungsfreiheit der Ehefrau noch stärker als bei der Nutzverwaltung eingeschränkt.
Auch aus der Sicht des Mannes war die Nutzverwaltung häufig unbillig. Hatte die Ehefrau kaum oder kein Vermögen, das sie in die Ehe einbringen konnte, war sein Nutzungsrecht am eingebrachten Gut (zu dem nicht der Arbeitslohn der Frau zählte) wirtschaftlich ausgehöhlt. Obwohl er kaum Früchte ziehen konnte, hatte er den ehelichen Aufwand und andere Kosten der Frau und ihres Vermögens zu tragen (beispielsweise Mietkosten), weshalb eine Ehe wirtschaftlich für den Mann häufig unattraktiv war.